# 肖德龙桥
肖德龙桥（法語：Pont Chauderon）是瑞士洛桑市中心的一座桥梁，跨越山谷，长250米，建于1904年和1905年，建筑师欧仁·莫诺和阿尔拉韦尔里埃。该桥被列入瑞士国家和区域重要文化财产名录。